# Вороуд (Минесота)
Вороуд (енгл. Warroad) град је у америчкој савезној држави Минесота.

## Демографија
По попису из 2010. године број становника је 1.781, што је 59 (3,4%) становника више него 2000. године.
| Група             | 2000.         | 2010.         |
| Белци             | 1.395 (81,0%) | 1.474 (82,8%) |
| Афроамериканци    | 5 (0,3%)      | 2 (0,1%)      |
| Азијати           | 158 (9,2%)    | 151 (8,5%)    |
| Хиспаноамериканци | 21 (1,2%)     | 17 (1,0%)     |
| Укупно            | 1.722         | 1.781         |